# Valdar Jaanusson
Valdar Jaanusson, född 30 juni 1923 i Tallinn, död 8 augusti 1999 i Täby, var en estländsk geolog and paleontolog verksam i Sverige.
Redan under studietiden vid Gustav Adolfs Gymnasium i Tallinn utvecklade Jaanusson ett ivrigt intresse för geologi. Jämte Hugo Männik, sedermera botaniker, grundade han 1937 det naturvetenskapliga elevsamfundet Gustav Adolfi loodusteaduslik ring. Geologisektionen, med Jaanusson i centrum, sattes igång 1939; bland medlemmarna fanns Ralf Männil, Jüri Martna, Hindrek Neuhaus och Ago Aaloe, alla blivande vetenskapsmän. Under Jaanussons ledning gjorde de studieutflykter bland annat till Ormsö där de samlade in material som senare skulle ligga till grund för Jaanussons beskrivning av öns postglaciala utveckling.
Jaanusson studerade vid Tartu universitet och Tallinns tekniska universitet, men studierna avbröts av andra världskriget. Han flydde först till Finland och slutligen till Sverige. År 1957 avlade han doktorsexamen i paleontologi vid Uppsala universitet. Han var knuten till universitet från 1946 till 1967 som assistent, docent och till sist tillförordnad professor. Läsåret 1971–1972 verkade han som gästprofessor vid Ohio State University i USA. Han var vidare verksam vid Naturhistoriska riksmuseet, varav åren 1982–1989 som professor. Forskningen vid museets paleozoologiska sektion fokuserade sig under hans ledning på evertebratpaleontologi.
Jaanusson intresserade sig för flera av geologins och paleontologins områden, men särskilt kan nämnas hans internationellt framstående insatser inom ordovicisk geologi. Han introducerade begreppet topostratigrafi i Sverige. Han fick även namn om sig som expert på trilobiter, och trilobitsläktet Valdariops är namngivet efter honom.
År 1991 invaldes han som utländsk ledamot av Estniska vetenskapsakademien.
Han var gift med arkeologen Hille Jaanusson.